# 斯拉夫斯科市镇
斯拉夫斯科鎮級市鎮（烏克蘭語：Славська селищна громада）是烏克蘭利維夫州斯特雷區的一個市鎮，行政中心為斯拉夫斯科。

## 居民點
該市鎮除了有一個鎮（斯拉夫斯科）外，還有以下15個村：
- 上羅然卡
- 沃洛相卡
- 霍洛韋茨科
- 赫拉博韋茨
- 卡利內
- 拉沃奇內
- 利博霍拉
- 下羅然卡
- 奧波雷茨
- 普紹內茨（烏克蘭語：Пшонець）
- 泰爾納夫卡
- 圖赫利亞
- 哈曉瓦尼亞
- 希塔爾
- 亞林庫瓦泰